# Heteropogon
Heteropogon Pers. é um género botânico pertencente à família Poaceae.